# Primera División de Chile 1996
El Torneo Nacional de Fútbol de la Primera División de 1996 fue el torneo disputado de la primera categoría del fútbol profesional chileno en el año 1996.
En el torneo participaron 16 equipos, que jugaron en dos rondas en un sistema de todos-contra-todos.

## Desarrollo

### La lucha por el título
El campeón del torneo fue Colo-Colo, que logró su estrella número 20. Su campaña fue notable, dominando indiscutiblemente el torneo, desde la quinta fecha hasta su conclusión, aprovechando los tropiezos de una Universidad de Chile, dirigida por el argentino Miguel Ángel Russo, que no logró defender adecuadamente su campeonato, sufriendo derrotas impensadas en el Nacional, frente a Deportes Temuco, Huachipato, Santiago Wanderers y Deportes Concepción, para finalmente perder toda opción del título, en el superclásico ante Colo Colo, que le ganó por 2-0 como visitante. Por otro lado, Marcelo Salas fue transferido a River Plate (equipo que ganó ese mismo año la Copa Libertadores de América, donde eliminó en semifinales precisamente a los azules) a mediados del año, dejando al equipo azul muy despotenciado en su ofensiva, que no fue cubierta adecuadamente por el argentino Walter Silvani. El equipo albo que todavía era dirigido por el paraguayo Gustavo Benítez y que tenía un plantel de lujo comandado por Marcelo Ramírez, Claudio Arbiza, Pedro Reyes, Juan Carlos González, Emerson Pereira, Marcelo Espina, Marcelo Barticciotto (que regresó al club, luego de 3 años), José Luis Sierra, Fernando Vergara e Ivo Basay, fue muy superior a sus rivales y a pesar de su participación en la Supercopa (donde llegó a semifinales), no dejó de lado el torneo local y logró bajar su 20° estrella, tras empatar como local 1-1 ante Audax Italiano en el Monumental. Además, el Cacique obtuvo el Doblete en esa temporada, ya que aparte de ganar el Torneo Nacional, también ganó la Copa Chile 1996, tras vencer en la final a Rangers (equipo militante de la Primera B).
Universidad Católica, por su parte, no logró cubrir el hueco dejado por la dupla de Néstor Gorosito y Alberto Acosta, quienes fueron vendidos en el verano al Yokohama Marinos. El descontento se hizo patente, tras la derrota ante el colista Unión Española y en el clásico universitario ante la Universidad de Chile, cuando los hinchas empezaron a pedir la cabeza del técnico Manuel Pellegrini, quien finalmente renunció tras concluir la primera rueda, siendo reemplazado por Fernando Carvallo, quien tuvo muchas críticas, en el comienzo de su ciclo y sobre todo, por su sorpresiva eliminación de la Copa Chile 1996 en cuartos de final, a manos de Rangers (equipo militante de la Primera B). Finalmente, el equipo cruzado obtuvo el subcampeonato y ganó la Liguilla de Copa Libertadores, por tercer año consecutivo, tras derrotar en la final de la Liguilla a Cobreloa, en una dramática definición a penales (antes los cruzados dejaron en el camino a la Universidad de Chile, en una final anticipada y los loínos hicieron lo propio con el sorprendente Audax Italiano, también en definición a penales). Tras el gran nivel que mostró, Sebastián Rozental fue traspasado a fin de año a los escoceses del Rangers. 
Las grandes revelaciones del torneo fueron Audax Italiano y Provincial Osorno. Los "Itálicos" que recién había regresado a la máxima categoría, logró una campaña que mereció muchos elogios, desde todos los sectores, progresando sin estridencias, pero a tranco seguro, hasta rematar en un meritorio cuarto puesto, que le dio un cupo en la Liguilla de la Copa Libertadores de América, donde fue eliminado por Cobreloa, por la vía de los lanzamientos penales. Grandes nombres destacaron en esta campaña, como Nelson Cossio, Hugo Brizuela, Claudio Borghi, Toninho, Danilo Machado o Mauricio Illesca. También tuvo importantes aportes o grandes revelaciones como Marco Villaseca (que después de su notable torneo, fue traspasado a Colo Colo) y Alejandro Carrasco. Su entrenador, Roberto Hernández, fue elegido el "mejor del año" por sus pares, debido a este gran logro. 
Los "lecheros", dirigidos por el argentino Oscar "Cacho" Malbernat, pese a un lento comienzo, terminaron cumpliendo un año brillante para sus parciales, consiguiendo el meritorio sexto lugar, una marca inédita para el club osornino y logrando un acuerdo marco con Boca Juniors, tras la venta del argentino Pedro González. 
El año también estuvo marcado por las notables campañas de la Universidad de Chile en la Copa Libertadores 1996 y de Colo-Colo en la Supercopa 1996, donde ambos equipos quedaron eliminados en las semifinales de ambos torneos.

### La lucha por no descender
Santiago Wanderers, el otro recién ascendido junto a Audax Italiano y que también volvía a la máxima categoría, también cuajó una campaña más que aceptable. A pesar de terminar en la zona media de la tabla, tuvo al goleador del torneo, el argentino-chileno Mario Véner, quien logró anotar 30 goles, es decir, un gol por partido, lo que provocaba que la hinchada caturra cantara en las tribunas: "Vení, vení, canta conmigo / que un buen amigo vas a encontrar / que de la mano de Mario Vener / todos la vuelta vamos a dar", refiriéndose a conseguir un cupo en la Liguilla de Copa Libertadores de América, cosa que el cuadro caturro, finalmente no consiguió. 
Huachipato, que venía de salvar su lugar en la división de Honor, mediante la Liguilla de Promoción del torneo anterior, tuvo un comenzó prometedor, que conforme el pasar de las fechas se fue desinflando, debido a la falta de plantel, entre lesiones, suspensiones y poco recambio, que incidieron en las formaciones del técnico croata Andrija Perčić y pese a estar casi condenado nuevamente a la Liguilla de Promoción, un sprint final logró depositar al conjunto de la usina en el 12°, salvándolo de los puestos de peligro. 
Palestino tuvo una campaña de dulce y agraz. El equipo árabe contó con 3 entrenadores durante el año, que fueron Germán Cornejo, Orlando Aravena y Jorge Aravena (este último en la Liguilla de Promoción) y con jugadores como Javier Zeoli, Héctor Robles, Agustín Salvatierra, Alejandro Hisis y Jaime Pizarro entre otros. En la primera rueda, llegaron a estar segundos en algún momento, pero a partir de la segunda etapa del torneo, se precipitó en un inesperado tobogán, que casi lo mandó al descenso (se salvó en la penúltima fecha, al asegurar el casillero 13). Esto se vio marcado, por la fea lesión de su arquero titular Javier Zeoli, que sufrió la rotura del tendón de Aquiles en la fecha 21. 
Deportes Temuco comenzó increíblemente el año, con tres victorias al hilo, incluida una victoria a domicilio sobre la U. Sin embargo, el fracaso del negocio del club con una empresa mexicana de publicidad condujo al equipo a una crisis que lo introdujo en una racha negativa. El técnico Eduardo Cortázar, que había hecho una brillante campaña el año anterior, fue despedido, y tras un breve interinato de Roque Mercury, fue contratado Jorge Garcés, que se llevó a los jugadores a una breve pretemporada en Pucón y les dio una arenga que fue clave para evitar el descenso directo: "O nos unimos todos o estamos sonados".  Cerró el torneo con dos victorias seguidas, incluida la última fecha cuando venció por 1-0 a Huachipato con un gol de Nelson Enríquez. Esa victoria, sumada a la derrota de Regional Atacama ante Audax Italiano, condenó a los atacameños al descenso directo, mientras Temuco debía jugarse la salvación ante Cobresal (que disputaba su segunda Liguilla de Promoción consecutiva).
Palestino y Deportes Temuco sufrieron más de la cuenta, para lograr la permanencia en la Primera División, consiguiéndolo por la vía de la Liguilla de Promoción, tras vencer a sus 2 rivales de la Primera B.Cobresal (dirigida por el paraguayo Sergio Nichiporuk y que sufrió la sanción de 3 puntos menos en el torneo de la Primera B, por la mala inscripción del jugador Jorge Abarca. De no ser por esa sanción, el equipo cobresalino ascendía a la máxima categoría en forma directa, en compañía del campeón Deportes La Serena y enviaba al otro ascendido definitivo Deportes Puerto Montt, a la Liguilla de Promoción por diferencia de goles) y Deportes Iquique (dirigido por el uruguayo Gerardo Pelusso), respectivamente.
El descenso de Regional Atacama era una cosa predecible, considerando la grave crisis por la que atravesaba el club desde 1995, debido a la inepta política, llevada a cabo por su presidente Duilio Lettura, quien no tenía experiencia en el manejo de clubes profesionales, y continuaba dirigiendo a su club, como en los tiempos del amateurismo. Tal cosa se apreció en su caída libre, desde el sexto lugar de 1994, al decimotercer lugar en el torneo anterior (que lo llevó a la Liguilla de Promoción) y finalmente al descenso en 1996. El club luego se precipitó en una grave crisis (al punto que sus jugadores, tenían que lavar autos para comer) y en 1998, al descender a la Tercera División, finalmente desapareció, siendo reemplazado por Deportes Copiapó.
Al ya mencionado Regional Atacama, lo acompañó O'Higgins que se había despotenciado por completo, al punto que se decía que a los rancagüinos solo les falta traspasar al presidente y vender al gato, y nunca lograron salir de la parte baja de la tabla. El técnico argentino Roque Alfaro (un jugador que vino a Chile, a anunciar su retiro, a principios de la década de 1990) fue despedido luego de la décima fecha y desesperadamente, se contrató a Jorge Socías (que fue campeón con la Universidad de Chile, en los últimos 2 años), que no logró salvar al equipo de Rancagua del descenso, el cual se consumó en la penúltima jornada, con una derrota 2-0 ante Universidad Católica en el Estadio San Carlos de Apoquindo.

## Ascensos y descensos
| Pos | Ascendidos de la Segunda División de Chile 1995 |
| --- | ----------------------------------------------- |
| 1°  | Santiago Wanderers                              |
| 2°  | Audax Italiano                                  |

| Pos | Descendidos en la temporada 1995 |
| --- | -------------------------------- |
| 15º | Deportes La Serena               |
| 16º | Everton                          |

## Equipos por región
| Región               | N.º | Equipos                                                                                           |
| -------------------- | --- | ------------------------------------------------------------------------------------------------- |
| Región Metropolitana | 6   | Audax Italiano, Colo-Colo, Palestino, Unión Española, Universidad Católica y Universidad de Chile |
| Antofagasta          | 2   | Cobreloa y Deportes Antofagasta                                                                   |
| Biobío               | 2   | Deportes Concepción y Huachipato                                                                  |
| Atacama              | 1   | Regional Atacama                                                                                  |
| Coquimbo             | 1   | Coquimbo Unido                                                                                    |
| Valparaíso           | 1   | Santiago Wanderers                                                                                |
| O'Higgins            | 1   | O'Higgins                                                                                         |
| Araucanía            | 1   | Deportes Temuco                                                                                   |
| Los Lagos            | 1   | Provincial Osorno                                                                                 |

|
| Audax Italiano Universidad de Chile Colo-Colo Universidad Católica Unión Española Palestino |

## Tabla final
| Pos | Equipo               | PJ | PG | PE | PP | GF | GC | Dif | Pts |
| --- | -------------------- | -- | -- | -- | -- | -- | -- | --- | --- |
| 1   | Colo-Colo            | 30 | 19 | 6  | 5  | 62 | 24 | 38  | 63  |
| 2   | Universidad Católica | 30 | 17 | 8  | 5  | 70 | 40 | 30  | 59  |
| 3   | Cobreloa             | 30 | 15 | 6  | 9  | 58 | 44 | 14  | 51  |
| 4   | Audax Italiano       | 30 | 14 | 9  | 7  | 51 | 38 | 13  | 51  |
| 5   | Universidad de Chile | 30 | 13 | 8  | 9  | 49 | 42 | 7   | 47  |
| 6   | Provincial Osorno    | 30 | 11 | 10 | 9  | 54 | 40 | 14  | 43  |
| 7   | Deportes Antofagasta | 30 | 12 | 7  | 11 | 47 | 46 | 1   | 43  |
| 8   | Unión Española       | 30 | 11 | 7  | 12 | 43 | 47 | -4  | 40  |
| 9   | Coquimbo Unido       | 30 | 12 | 4  | 14 | 46 | 53 | -7  | 40  |
| 10  | Deportes Concepción  | 30 | 8  | 15 | 7  | 44 | 53 | -9  | 39  |
| 11  | Santiago Wanderers   | 30 | 10 | 7  | 13 | 49 | 57 | -8  | 37  |
| 12  | Huachipato           | 30 | 8  | 11 | 11 | 42 | 46 | -4  | 35  |
| 13  | Palestino            | 30 | 8  | 9  | 13 | 40 | 53 | -13 | 33  |
| 14  | Deportes Temuco      | 30 | 8  | 4  | 18 | 35 | 55 | -20 | 28  |
| 15  | Regional Atacama     | 30 | 7  | 6  | 17 | 38 | 70 | -32 | 27  |
| 16  | O'Higgins            | 30 | 5  | 7  | 18 | 41 | 61 | -20 | 22  |

PJ=Partidos jugados; PG=Partidos ganados; PE=Partidos empatados; PP=Partidos perdidos; GF=Goles a favor; GC=Goles en contra; Dif=Diferencia de gol; Pts=Puntos
|  | Campeón. Clasifica a la Copa Libertadores 1997 |
|  | Clasifica a la Liguilla Pre-Libertadores       |
|  | Juega la Liguilla de promoción                 |
|  | Desciende a Primera B                          |

## Campeón
|                               |
| Campeón Colo-Colo 20.º título |
|                               |

## Liguilla Pre-Conmebol
Partido entre el ganador de la primera rueda del Campeonato de Primera División 1996 y el ganador de la primera rueda del Campeonato de Primera B 1996, para determinar quien clasifica a la Copa Conmebol 1996
Partido de ida
| 24 de agosto de 1996 | Cobresal | 2:0 | Cobreloa | El Cobre, El Salvador |  |

Partido de vuelta
| 31 de agosto de 1996                                                                                 | Cobreloa | 6:1 | Cobresal | Estadio Municipal de Calama, Calama |  |
| No corre diferencia de gol. Como ambos ganan sus partidos, se juega un alargue que Cobreloa gana 1:0 |          |     |          |                                     |  |

Cobreloa clasifica a la Copa Conmebol 1996

## Liguilla Pre-Libertadores
|  | Semifinales          | Semifinales          |         |  | Final    | Final   |  |
|  |                      |                      |         |  |          |         |  |
|  |                      |                      |         |  |          |         |  |
|  | Audax Italiano       | 3 1 (7)              |         |  |          |         |  |
|  | Cobreloa             | 1 3 (8)              |         |  |          |         |  |
|  |                      |                      |         |  |          |         |  |
|  |                      |                      |         |  |          |         |  |
|  |                      |                      |         |  | Cobreloa | 3 2 (2) |  |
|  |                      | Universidad Católica | 2 3 (4) |  |          |         |  |
|  |                      |                      |         |  |          |         |  |
|  |                      |                      |         |  |          |         |  |
|  |                      |                      |         |  |          |         |  |
|  |                      |                      |         |  |          |         |  |
|  | Universidad de Chile | 1 2                  |         |  |          |         |  |
|  | Universidad Católica | 2 5                  |         |  |          |         |  |

Universidad Católica clasifica a la Copa Libertadores 1997.

## Liguilla de promoción
Clasificaron a la liguilla de promoción los equipos que se ubicaron en 3° y 4° lugar de la Primera B (Cobresal y Deportes Iquique), con los equipos que se ubicaron en 14° y 13° lugar de la Primera División (Palestino y Deportes Temuco). Se agrupó a los equipos en dos llaves, el 3° de la B con el 14° de Primera y el 4° de la B con el 13° de Primera. El que ganase las llaves jugaría en Primera en 1997. 
Primera Llave
| 01 de diciembre de 1996 | Cobresal                               | 3:1 (0:0) | Deportes Temuco | El Cobre, El Salvador                                          |                                                                |
|                         | Rivera 57' · Salgado 67' · Garrido 73' |           | 79' Álvarez     | Asistencia: 4.110 espectadores Árbitro(s): Salvador Imperatore | Asistencia: 4.110 espectadores Árbitro(s): Salvador Imperatore |

| 08 de diciembre de 1996 | Deportes Temuco             | 2:0 (2:0) (Global 3:3) | Cobresal | Germán Becker, Temuco                                         |                                                               |
|                         | Castillo 27' · Poirrier 30' |                        |          | Asistencia: 13.089 espectadores Árbitro(s): Luis Mariano Peña | Asistencia: 13.089 espectadores Árbitro(s): Luis Mariano Peña |

Pese a que terminaron empatados a 3 goles en el marcador global, Deportes Temuco mantiene la categoría, por el gol de visita en el partido de ida. En consecuencia, Ambos equipos mantienen su categoría para el próximo año.
Segunda Llave
| 01 de diciembre de 1996 | Deportes Iquique | 1:0 (1:0) | Palestino | Tierra de Campeones, Iquique                             |                                                          |
|                         | Donoso 17'       |           |           | Asistencia: 7.152 espectadores Árbitro(s): Enrique Marín | Asistencia: 7.152 espectadores Árbitro(s): Enrique Marín |

| 08 de diciembre de 1996 | Palestino                                              | 5:1 (2:0) (Global 5:2) | Deportes Iquique | Municipal, La Cisterna                                   |                                                          |
|                         | M. A. Castillo 8', 14' · Lizana 52' · Córdova 73', 90' |                        | 88' Donoso       | Asistencia: 4.500 espectadores Árbitro(s): Iván Guerrero | Asistencia: 4.500 espectadores Árbitro(s): Iván Guerrero |

Ambos equipos mantienen la categoría para el próximo año.

## Goleadores
| Jugador                 | Equipo               | Goles |
| ----------------------- | -------------------- | ----- |
| Mario Véner             | Santiago Wanderers   | 30    |
| Sebastián Rozental      | Universidad Católica | 24    |
| Ivo Basay               | Colo-Colo            | 18    |
| Jaime Riveros           | Cobreloa             | 16    |
| Pedro González Vera     | Cobreloa             | 16    |
| Sergio Vázquez          | Deportes Antofagasta | 16    |
| Hugo Brizuela           | Audax Italiano       | 13    |
| Fernando Vergara        | Colo-Colo            | 13    |
| Marcelo Corrales        | Provincial Osorno    | 13    |
| Mauricio Illesca        | Audax Italiano       | 11    |
| Daniel Fascioli         | Deportes Antofagasta | 11    |
| Luis Castillo           | Huachipato           | 11    |
| Pedro González Pierella | Provincial Osorno    | 11    |
| Héctor Cabello          | Coquimbo Unido       | 10    |
| Jorge Cerino            | Coquimbo Unido       | 10    |
| Daniel Cangialosi       | Deportes Concepción  | 10    |
| José Luis Díaz          | Provincial Osorno    | 10    |

### Hat-Tricks & Pókers
Aquí se encuentra la lista de hat-tricks y póker de goles (en general, tres o más goles marcados por un jugador en un mismo encuentro) conseguidos en la temporada.
| Fecha                    | Jugador            | Goles | Partido                                     |
| ------------------------ | ------------------ | ----- | ------------------------------------------- |
| 24 de marzo de 1996      | Walter Silvani     | 3     | Santiago Wanderers vs. Universidad de Chile |
| 24 de marzo de 1996      | Ivo Basay          | 3     | Colo-Colo vs Deportes Concepción            |
| 19 de mayo de 1996       | Hugo Brizuela      | 3     | Audax Italiano vs Coquimbo Unido            |
| 14 de julio de 1996      | Mario Véner        | 3     | Santiago Wanderers vs Deportes Temuco       |
| 28 de julio de 1996      | Marcelo Corrales   | 4     | Deportes Concepción vs Provincial Osorno    |
| 28 de julio de 1996      | Ivo Basay          | 3     | Colo-Colo vs Palestino                      |
| 28 de julio de 1996      | Patricio Galaz     | 3     | Regional Atacama vs Cobreloa                |
| 17 de agosto de 1996     | Mario Véner        | 3     | Santiago Wanderers vs Audax Italiano        |
| 17 de agosto de 1996     | Sebastián Rozental | 3     | Universidad Católica vs Colo-Colo           |
| 18 de septiembre de 1996 | Sergio Vázquez     | 3     | Deportes Antofagasta vs Colo-Colo           |
| 29 de septiembre de 1996 | Mario Véner        | 3     | Regional Atacama vs Santiago Wanderers      |
| 29 de septiembre de 1996 | Sebastián Rozental | 3     | Universidad Católica vs Deportes Temuco     |
| 20 de octubre de 1996    | Mauricio Illesca   | 3     | Palestino vs Audax Italiano                 |
| 23 de noviembre de 1996  | Casiano Delvalle   | 3     | O'Higgins vs Unión Española                 |

## Entrenadores
| Listado de Entrenadores | Listado de Entrenadores | Listado de Entrenadores | Listado de Entrenadores |
| Equipo                  | Entrenador              | Jornadas                |                         |
| ----------------------- | ----------------------- | ----------------------- | ----------------------- |
| Regional Atacama        | Manuel Soto             | 1.º - 3.º               |                         |
| Regional Atacama        | Gino Valentini          | 4.º - 25.º              |                         |
| Regional Atacama        | Wilson Piñones          | 26.º en adelante        |                         |
| Coquimbo Unido          | Manuel Rodríguez        | 1.º - 25.º              |                         |
| Coquimbo Unido          | Víctor Milanese Comisso | 25.º en adelante.       |                         |
| O'Higgins               | Roque Alfaro            | 1.º - 7.º               |                         |
| O'Higgins               | Jorge Socías            | 8.º en adelante.        |                         |
| Palestino               | Germán Cornejo          | 1.º - 9.º               |                         |
| Palestino               | Orlando Aravena         | 10.º - 27.º             |                         |
| Palestino               | Jorge Aravena           | 28.º en adelante        |                         |
| Deportes Temuco         | Eduardo Cortázar        | 1.º - 16.º              |                         |
| Deportes Temuco         | Roque Mercury           | 17.º - 20.º             |                         |
| Deportes Temuco         | Jorge Garcés            | 21.º en adelante        |                         |
| Unión Española          | Nelson Acosta           | 1.º - 10°               |                         |
| Unión Española          | Julio Comesaña          | 11.º - 12°              |                         |
| Unión Española          | Jorge Spedaletti        | 13.º - 14°              |                         |
| Unión Española          | Guillermo Páez          | 15.º en adelante        |                         |
| Universidad Católica    | Manuel Pellegrini       | 1.º - 14.º              |                         |
| Universidad Católica    | Héctor Pinto            | 15.º                    |                         |
| Universidad Católica    | Fernando Carvallo       | 16.º en adelante        |                         |

## Estadísticas
- El equipo con mayor cantidad de partidos ganados: Colo-Colo 19 triunfos.
- El equipo con menor cantidad de partidos perdidos: Universidad Católica y Colo-Colo 5 derrotas.
- El equipo con menor cantidad de partidos ganados: O'Higgins 5 triunfos.
- El equipo con mayor cantidad de partidos perdidos: O'Higgins y Deportes Temuco 18 derrotas.
- El equipo con mayor cantidad de empates: Deportes Concepción 15 empates.
- El equipo con menor cantidad de empates: Deportes Temuco y Coquimbo Unido 4 empates.
- El equipo más goleador del torneo: Universidad Católica 70 goles a favor.
- El equipo más goleado del torneo: Regional Atacama 70 goles en contra.
- El equipo menos goleado del torneo: Colo-Colo 24 goles en contra.
- El equipo menos goleador del torneo: Deportes Temuco 35 goles a favor.
- Mejor diferencia de gol del torneo: Colo-Colo convirtió 38 goles más de los que recibió.
- Peor diferencia de gol del torneo: Regional Atacama recibió 32 goles más de los que convirtió.
- Mayor goleada del torneo: Unión Española 7-0 Regional Atacama.